# John Botts

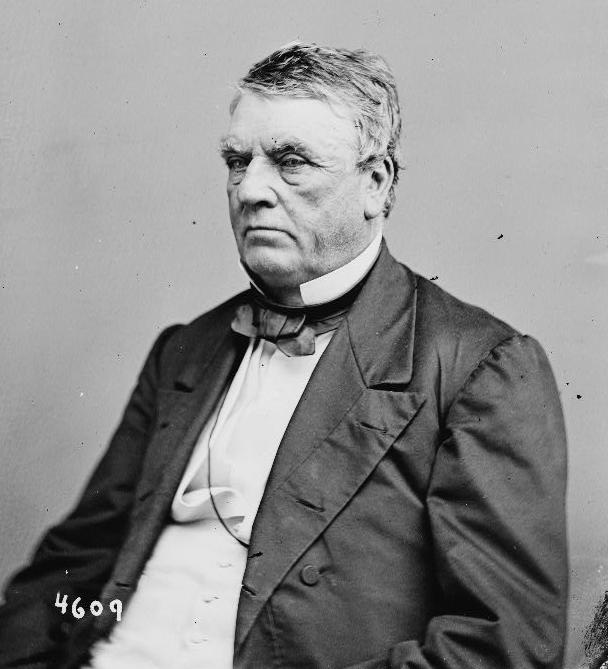
John Botts.

John Minor Botts, född den 16 september 1802 i Dumfries, Virginia, död den 8 januari 1869 i Richmond, Virginia, var en amerikansk politiker.
Botts invaldes 1833 i sin hemstats legislatur, omvaldes flera gånger och sändes 1839 till kongressen, där han slöt sig nära till Henry Clay och var en av de få sydstatsrepresentanter, som ställde sig på John Quincy Adams sida i fråga om petitionsrätten mot slaveriet. Under inbördeskriget ogillade han bestämt söderns beteende och drog sig tillbaka till sin lantgård, sysselsatt med historiskt författarskap. Han blev där fängslad 1862, på grund av att man ville komma åt manuskriptet till den hemliga historia om inbördeskriget, som han författade. Detta lyckades emellertid inte, och 1866 utkom hans The great rebellion, its secret history, rise, progress and disastrous failure. År 1868 verkade Botts ivrigt för Grants val till president.